# Халицки, Генри Блайт
Генри Блайт Халицки (англ. Henry Blight Halicki, наиболее известный как Г. Б. «Тоби» Халицки (англ. H. B. «Toby» Halicki); 18 октября 1940 — 20 августа 1989) — американский режиссёр, актёр, продюсер, сценарист и каскадёр, наиболее известный по фильму «Угнать за 60 секунд» (1974).

## Ранние годы
Генри Блайт Халицки родился в Данкерке, Нью-Йорк. Он был тринадцатым ребёнком в семье, каждый из которых имел своё прозвище, Генри называли «Тоби». Семья Халицки имела собственный бизнес по грузоперевозкам. Увлечение автомобилями у Генри появилось в процессе участия в семейном бизнесе. Он начал водить автомобиль в довольно раннем возрасте, и уже в десять лет у него были глубокие познания об автомобилях и их устройстве. Будучи подростком, он, последовав примеру двух старших братьев, отправился в Калифорнию к своему родному дяде.

## Карьера

### Начало карьеры
Генри начинал карьеру на автозаправке в Гарден, Калифорния. Коллекционировать автомобили он начал в возрасте 16 лет. Экспонатами его коллекции были различнейшие машины — от классики 1920-х годов до лоурайдеров и «Феррари».
В 17 лет он открыл автомастерскую, где сам же и работал. Тогда же, будучи ещё учеником старшей школы, он подписал контракт со страховой компанией, по которому обязался сделать мелкий ремонт 2000 автомобилей по цене 25 долларов за штуку. С своим партнёром Роном Лайтом, спустя время, они приобрели магазин шин. В возрасте 21 года с партнёром Дж. С. Агаджаняном-младшим купил компанию по утилизации сырья. Генри к тому времени начал вкладывать инвестиции в различное имущество, что позволило приобрести много землевладений и наладить бизнес по утилизации отходов.

### «Угнать за 60 секунд»
В 1974 году Халицки задумал снять фильм, который позже стал известен как «Угнать за 60 секунд». Генри был и сценаристом, и режиссёром, и продюсером, и играл главную роль. Он также зарегистрировал наименования «Угнать за 60 секунд» и «Элеанор» как торговые марки. Официального сценария для фильма никогда не существовало. Были лишь пара листов рукописного текста с немногочисленными диалогами. Халицки сам предоставил большинство машин для съёмок. Дабы сделать фильм более ёмким, он часто использовал одни и те же машины, только снятые в других местах и с другого ракурса. Некоторые сцены получались экспромтом. Так, начальной сцены с поездом, сошедшим с рельсов, не должно было быть. Однако накануне одного из съёмочных дней недалеко от Лос-Анджелеса поезд действительно потерпел крушение. Генри решил снять эту сцену для фильма.
По словам людей со съёмочной площадки, после незапланированного столкновения «Элеанор» со столбом на скорости около 160 км/ч, первое, что спросил Халицки, когда выбрался из машины, было «Это было снято?!». Для сцены, где полицейская машина таранит стоящие Кадиллаки в автосалоне Moran Cadillac, под колёса первых Кадиллаков разлили машинное масло, чтобы они эффектнее пострадали от удара. Трюк получился на редкость удачным, однако машины были настолько помяты, что Халицки заставили их выкупить. После финального прыжка, когда «Элеанор» пролетела 40 метров и приземлилась так, что смялись панели кузова, Тоби заработал смещение 10 позвонков и стал прихрамывать.
Поскольку большинство диалогов и действий были импровизацией, это стало настоящей головной болью для монтажёра Уорнера Лейтона, который никогда не знал, каким будет следующий кадр и где в фильме он будет расположен. Лейтон нарисовал на куске картона круг, Халицки посмотрел на это и сказал: «Вот это — пыльная яма. Мы проедем здесь дважды. Вот тебе и сценарий».

### «Свалка Халицки» и «Mercantile Company»
После выхода фильма, который только в США и Канаде собрал больше 40 миллионов долларов, Халицки создал свалку имени самого себя и основал компанию Mercantile Company. Халицки назвали владельцем «самой большой антикварной коллекции игрушек, старья и автомобилей», которая состояла из более чем 100 000 экземпляров. Каждую машину он привозил в своё огромное здание, которое было размером с футбольное поле. Он любил все экспонаты своей коллекции — игрушки, машины, оружие, мотоциклы, антиквариат. За это он получил ещё одно своё прозвище — Старьёвщик (англ. The Junkman).

### Свадьба, «Угнать за 60 секунд 2» и смерть
Халицки познакомился со своей будущей супругой Дениз Шакириан в 1983 году. Они поженились 11 мая 1989 года в Данкирке, Нью-Йорк.
20 августа 1989 года Генри начал съёмки фильма «Угнать за 60 секунд 2» в Нью-Йорке. Он готовил грандиозный трюк, где «восемнадцатиколёсник» сбивает 50-метровую водонапорную башню. При падении башня зацепила электрический кабель, который срезал столб, упавший на Халицки. Он умер на месте, на тот момент ему было 48 лет.

## Наследие
После смерти Халицки на его имущество претендовали многие. Лишь в 1994 году, после семи судебных заседаний, все авторские права и имущество было передано его жене Дениз. Однако ей пришлось продать почти всю коллекцию покойного супруга, чтобы оплатить судебные издержки.
В 1995 году Дениз заключила контракт с The Walt Disney Company и Джерри Брукхаймером на создание ремейка фильма «Угнать за 60 секунд». Премьера фильма состоялась 5 июня 2000 года, Дениз была указана исполнительным продюсером.
В 2008 году Дениз выиграла дело против Кэролла Шелби об авторских правах на название «Элеанор», которое использовали множество автоателье, создававших копии «Shelby Mustang» 1967 года, фигурировавшего в ремейке.

## Фильмография
| Год  |   | Русское название        | Оригинальное название | Роль                 |
| ---- | - | ----------------------- | --------------------- | -------------------- |
| 1972 | ф | Люби меня насмерть      | Love Me Deadly        | гонщик               |
| 1974 | ф | Угнать за 60 секунд     | Gone in 60 Seconds    | Мейндриан Пейс       |
| 1982 | ф | Старьёвщик              | The Junkman           | Харлан Холлис        |
| 1983 | ф | Предельный срок на угон | Deadline Auto Theft   | Мейндриан Пейс       |
| 1988 | ф | Один против всех        | Deadly Addiction      | водитель роллс-ройса |